# دامباراوا
دامباراوا (به لاتین: Dambarawa) یک منطقهٔ مسکونی در سری‌لانکا است که در استان مرکزی (سری‌لانکا) واقع شده‌است.